# Henri Colin (général)
Pour les articles homonymes, voir Henri Colin et Colin.
Henri Jacques Louis Colin est un général français, né le 23 mars 1869 à Paris 6e et mort le 4 janvier 1954 à Paris 12e.

## Biographie
Fils d'Edmond Louis Colin, ingénieur en chef des Ponts et Chaussées et de Gabrielle Venner, issu d'une vieille famille de Metz où il passe son enfance, élève du collège de Saint-Dié, du lycée saint-Louis à Paris puis du Prytanée de La Flèche, engagé volontaire comme soldat de 2e classe au 117e Régiment d'Infanterie en 1889, Henri Colin entre à Saint-Cyr l'année suivante et fait partie de la promotion de Cronstadt (1890-1892). En 1894, il est promu lieutenant au 19e bataillon de chasseurs à pied.
Reçu à l'École supérieure de guerre en 1903, capitaine d'Infanterie en 1907, il est fait chevalier de la Légion d'honneur par décret du Ministre de la Guerre le 11 juillet 1909. Il est promu officier de la Légion d'honneur, le 11 août 1915 en tant que lieutenant-colonel commandant le 26e régiment d'infanterie.

### Commandements
- Commandant du 1er bataillon du 26e régiment d'infanterie de ligne, puis commandant du régiment en octobre 1914.
- Général de brigade le 20 juin 1922, général de division le 19 septembre 1928.
- Général commandant de la « division de fer » (11e Division d'Infanterie) de 1928 à 1931.
- Commandant de l'École spéciale militaire de Saint-Cyr, de 1925 à 1928.

### Présidences
- Président du Souvenir français de Nancy.
- Président du groupe Blandan à Nancy (anciens du 26e régiment d'infanterie de ligne).
- Président de l'Académie de Stanislas, associé-correspondant en 1933, membre titulaire en 1934, associé correspondant national le 20 avril 1945[4],[5].
- Président de La Saint-Cyrienne (1945-1950)[6]

### Engagements politiques
Général du cadre de réserve, il remet le fanion de la section Croix-de-feu de Meurthe-et-Moselle à Nancy, en présence de La Rocque, en 1931. Il a assisté à une réunion de propagande de cette ligue en 1935 à Nancy. Il est l'un des premiers signataires de l'appel à la création du R.N.L. ( Rassemblement national lorrain ) à Nancy à l'été 1936. Il est membre de ce groupement : il préside une réunion du RNL à Nancy en 1937 et il assiste à une réunion en février 1939. Il est en même temps proche du Parti social français, collaborant par exemple au périodique de ce parti en Meurthe-et-Moselle en 1939, le Flambeau de Lorraine.

### Décorations
- : Grand-Officier de la Légion d'honneur (31 décembre 1930)[3]
- : Croix de guerre française 1914-1918
- : Croix de guerre belge 1914-1918
- : Chevalier du Mérite agricole
- : Officier de l'Ordre du Nichan Iftikar (Tunisie)
- : Compagnon de l'Ordre du Bain (Royaume-Uni)

### Ouvrages
- La division de fer, 1914-1918, Payot, 1930 (préface du général Weygand)
- Les gars du 26e. Souvenirs du commandant du 26e R.I. de la division de fer ( 1914-1915 ), Payot, 1932

- Prix Montyon 1933 de l'Académie française
- La Cote 304 et le Mort-Homme, Payot, 1934 (préface du maréchal Pétain)

- Prix Montyon 1935 de l'Académie française
- La guerre de mouvements, 1918, Payot, 1935
- Le Grand-Couronné de Nancy, 1914, Payot, 1936 (préface du général de Castelnau)
- Le fort de Souville. L'heure suprême à Verdun, Payot, 1938